# Ralph A. James
Ralph Arthur James (* 23. September 1920 in Salt Lake City; † 24. Februar 1973 in Alamo, Kalifornien) war ein US-amerikanischer Chemiker, Mitentdecker von Americium und Curium.
James studierte an der University of California, Berkeley und war Doktorand bei Glenn T. Seaborg in Chicago, wo er zunächst an der Chemie von Plutonium arbeitete und ab 1943 unter Seaborg an der Synthese und Identifizierung von Americium und Curium. Neben Seaborg und James waren auch Albert Ghiorso und Leon O. Morgan beteiligt. Später war er an der University of California, Los Angeles und am Lawrence Livermore National Laboratory. Er befasste sich mit Kernreaktionen und zum Beispiel den Strahlendosen für die Schilddrüse aus dem Fallout nach Kernexplosionen.
1955 war er Guggenheim Fellow.